# Milecastle 0
Milecastle 0 je pouze předpokládaná mílová pevnost (milecastle) římského Hadriánova valu, která možná předcházela pevnosti Segedunum. Její existenci sice navrhl historik Peter Hill, avšak žádný důkaz o ní dosud nebyl nalezen. Není známo, zda rozhodnutí zřídit pevnosti na linii valu je starší než rozhodnutí val o prodloužit do Wallsendu, takže je možné, že tato pevnost nebyla vůbec postavena. 

## Výstavba
O výstavbě pevnosti Milecastle 0 není nic známo. 

## Vykopávky a výzkum

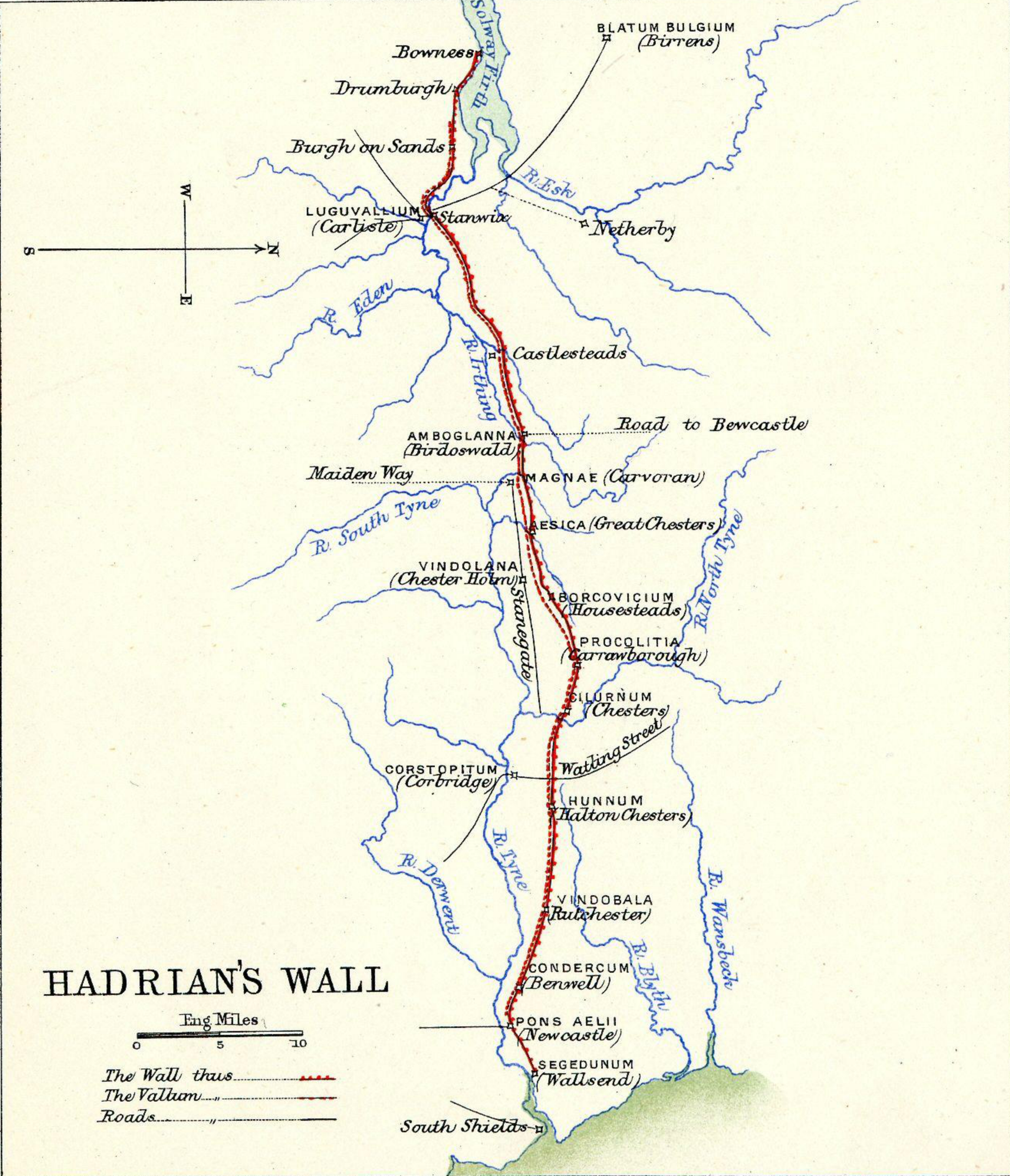
Mapa Hadriánova valu, pevnost Segedunum dole (tj. u východního konce valu)

Nebyly provedeny žádné vykopávky, ani žádný výzkum zaměřený konkrétně na Milecastle 0. Ani při vykopávkách v pevnosti Segedunum nebyly zatím nalezeny žádné důkazy.

## Přidružené věže
Každá mílová pevnost Hadriánova valu měla dvě přidružené věže. Byly umístěny ve vzdálenosti přibližně jedné třetiny a dvou třetin římské míle na západ od příslušné pevnosti, odkud pravděpodobně pocházela její posádka.  
Věžičky spojené s Milecastle 0 nesou označení vížka 0A a vížka 0B. 

### Vížka 0A
O této strážní věži není nic známo, předpokládá se, že se nacházela na 54°59′14″ s. š., 1°32′12″ z. d.

### Vížka 0B
Turret 0B (St Francis) se nachází východně od St Francis Community Centre. Poprvé si jí všiml John Horsley v roce 1732, který si ji ale spletl s Milecastle 1 a někdy je označována Horseley's Milecastle 1. Eric Birley (který ji pokládal za Milecastle 1) se domníval, že ji znovu objevil Canon Fowler v roce 1877 and the structure was also recorded (and identified as a Turret) by John Collingwood-Bruce a také ji zaznamenali (a identifikovali jako věžičku) John Collingwood-Bruce a Robert Blair, když byla objevena při kopání základů „Grange“. Vížku potvrdila Grace Simpsonová s odkazem na článek v Evening Chronicle ze dne 15. srpna 1936, který popisoval rozšíření Stotts Road, Walkera, který přeťal římský val a jednu z jejích věžiček poblíž Grange. Kameny z věže byly později přesunuty do areálu Carville Chapel, kde je na zahradě použili při budování skalky.
Jediná část této věže byla vykopána v roce 1978. Umístění: 54°59′7″ s. š., 1°32′36″ z. d.